# Antonio Linage Revilla
Antonio Linage Revilla (Sepúlveda, 1905 — Madrid, 1939) va ser un advocat i procurador espanyol, «culte, liberal i convençut militant d'Esquerra Republicana».
Es va casar el 22 de setembre de 1930 amb la també sepulvedana Petra Conde Sanz. Fill únic d'aquesta unió seria l'historiador Antonio Linage Conde.
A la primavera de 1936 va ocupar la vicepresidència de la Diputació Provincial segoviana. En esclatar la guerra civil espanyola, el matrimoni es trobava a Madrid. Antonio, després de col·laborar en la creació de les milícies segovianas juntament amb els escultors Alberto i Emiliano Barral, es va allistar i va ser destinat en la caserna general de l'exèrcit republicà a Casp, des d'on va realitzar diverses missions amb el rang d'oficial d'Intendència i va contreure la tuberculosi que li portaria a la mort poc abans del final de la contesa. Després de passar per València, va tornar a Madrid per integrar-se en la defensa de Madrid al capdavant de la Secretària General de la Comandància General de Milícies.
Per diverses peripècies del moment històric el bust que li fes Barral el 1934, es va exposar en el Pavelló d'Espanya de l'Exposició Universal de París celebrada el 1937.
Finalitzada la guerra civil, i pesar d'estar mort, Linage Revilla va ser jutjat pel Tribunal franquista de responsabilitats polítiques, La sentència va ser el decomís de tots els béns del reu.